# Dyanna Lauren
Dyanna Lauren (Los Angeles, Califòrnia, 18 de març de 1965) és una ballarina eròtica, actriu porno i directora de pel·lícules nord-americana. Va aparèixer en aproximadament 100 pel·lícules entre 1992 i 1998, després va deixar d'actuar i va començar a dirigir pel·lícules. També és cantant de la banda de rock Thousand Year Itch, grup amb el qual va gravar un àlbum l'any 2000.
Lauren va ser "Pet of the Month" de la revista Penthouse el mes de juliol de l'any 1995.
A més Lauren va ser la primera convidada que va aparèixer en solitari al programa The Helmetcam show, que va ser televisat en directe el 21 d'agost de 1996.
A més dels seus treballs en pel·lícules per a adults, Lauren també va cantar, i va aparèixer amb la banda de Marilyn Manson en l'àlbum Mechanical Animals juntament amb la també actriu pornogràfica Kobe Tai.
L'any 2007, Lauren va esdevenir gerent i representant de Ninn Worx_SR, una companyia de producció de pel·lícules de la qual és copropietària amb el seu espòs, John Gray.
Lauren va ser nominada en el Saló de la Fama de l'AVN en una cerimònia duta a terme el 12 de gener de l'any 2008.

## Premis
- 1998 Premis AVN – Millor Actriu - Pel·lícula – Bad Wives[6]
- 1998 Premis AVN– Millor Escena de Sexe Anal – Pel·lícula – Bad Wives (amb Steven St. Croix)[6]